# UFC 29
UFC 29: Defense of the Belts è stato un evento di arti marziali miste tenuto dalla Ultimate Fighting Championship il 16 dicembre 2000 al Differ Ariake Arena di Tokyo, Giappone.

## Retroscena
È stato l'ultimo evento organizzato dall'UFC-J, ovvero la controparte nipponica dell'UFC, nonché l'ultimo evento organizzato dall'UFC in Giappone fino al 2012, quando tornò nel paese del sol levante grazie all'evento UFC 144.
Questo evento divenne famoso anche perché si assistette alla prima sconfitta in UFC della leggenda dell'organizzazione e membro della hall of fame Matt Hughes, che successivamente dominerà la divisione dei pesi welter; colui che lo sconfisse, Dennis Hallman, fu anche il primo a battere Hughes in una gara per la promozione Extreme Challenge: entrambe le volte vinse per sottomissione, la prima volta in 17 secondi e la seconda in 20 secondi.
Fu l'ultimo evento con l'UFC di proprietà della SEG, la quale successivamente andò in bancarotta e vendette l'organizzazione alla Zuffa.

## Risultati
- Incontro categoria Pesi Medi:  Chuck Liddell contro  Jeff Monson

Liddell sconfisse Monson per decisione unanime.
- Incontro categoria Pesi Leggeri:  Dennis Hallman contro  Matt Hughes

Hallman sconfisse Hughes per sottomissione (armbar) a 0:20 del primo round.
- Incontro categoria Pesi Medi:  Evan Tanner contro  Lance Gibson

Tanner sconfisse Gibson per KO Tecnico (colpi) a 4:58 del primo round.
- Incontro categoria Pesi Leggeri:  Fabiano Iha contro  Daiju Takase

Iha sconfisse Takase per KO Tecnico (colpi) a 2:25 del primo round.
- Incontro categoria Pesi Medi:  Matt Lindland contro  Yoji Anjo

Lindland sconfisse Anjo per KO Tecnico (colpi) a 2:57 del primo round.
- Incontro per il titolo dei Pesi Leggeri:  Pat Miletich (c) contro  Kenichi Yamamoto

Miletich sconfisse Yamamoto per sottomissione (strangolamento a ghigliottina) a 1:57 del secondo round e mantenne il titolo dei pesi leggeri, poi rinominati in pesi welter.
- Incontro categoria Pesi Leggeri:  Chris Lytle contro  Ben Earwood

Earwood sconfisse Lytle per decisione unanime.
- Incontro per il titolo dei Pesi Medi:  Tito Ortiz (c) contro  Yuki Kondo

Ortiz sconfisse Kondo per sottomissione (neck crank) a 1:51 del primo round e mantenne il titolo dei pesi medi, poi rinominati in pesi mediomassimi.